# Ellen Christi
Ellen Christerson, geboren (Chicago, 7 maart 1958) is een Amerikaanse jazz-zangeres in de freejazz.

## Biografie
Christi leerde piano en fluit spelen en trad voor het eerst op toen ze zestien was. Ze studeerde piano, arrangement en compositie bij Jaki Byard (1976-1980) en daarna zang bij Jeanne Lee en Galli Campi (Guido Belcanto). Midden jaren 1970 verhuisde ze naar New York, waar ze in de wereld van de avant-garde-jazz terechtkwam. Ze was hier een van de oprichtsters van het New York City Artists' Collective, dat in 1982 met Butch Morris samenwerkte.
Ze werkte samen met William Parker, Ray Anderson, Mark Dresser, Reggie Workman, Rashied Ali, Tony Scott, Ed Blackwell, Kenny Wheeler, Steve McCall, Rahn Burton, Roy Campbell, Christoph Gallio en Hans Koch. In de jaren negentig werkte ze veel in Italië, met Fiorenzo Sordini, Claudio Lodati, Carlo Actis Dato en Enrico Fazio. Hier werkte ze ook bij een dansmuziekproducer, Bliss Corporation. In Zwitserland speelde ze met 'Trio Illustrio', tevens nam ze daarmee op. Ze maakte enkele platen met Joe Gallant en diens ensemble Illuminati. Ze werkte met een eigen groep, Aliens' Talk, trad solo op en was betrokken bij dans- en theaterproducties. Later werkte ze samen met Afrikanse musici, uit Kameroen en Senegal.
Ze richtte in de jaren negentig een eigen platenlabel op, Network Records. De zangeres is te zien in verschillende muziekdocumentaires.

## Discografie (selectie)
- NYCAC Plays Butch Morris, NYCAC Records, 1982
- Live at Irving Plaza (met Menage), Soulnote Records, 1985 ('Albumpick' Allmusic)
- Star of Destiny, NYCAC Records, 1987
- Dreamers (met Claudio Lodati), Splas(c)h Records, 1990
- A Piece of the Rock (met Fiorenzo Sordini), Splas(c)h Records, 1992
- Instant Reality, Network Records, 1995
- Vocal Desires (met Lodati), CMC Records, 1996
- Reconstruction of Sound (met Mauro Orselli), Network, 1996
- The Blues for Allah Project (met Joe Gallant), Knitting Factory Records, 1998
- Aliens' Talk, Saragasso Records, 1998
- Terrapin Station (met Gallant), Which? Records, 1999
- Song Cycle (met William Parker), Boxholder Records, 2001
- A Deeper Season Than Reason (met Jurg Solothurnmann, Unit Records, 2001
- Deep Beats, Blissco Records, 2001

## Documentaires
- Women in Jazz
- Winds of the City
- Rising Tones Cross